# Кубок Испании по футболу 1973/1974
Кубок Испании по футболу 1973/1974 — 70-й розыгрыш Кубка Испании по футболу выиграл Реал Мадрид. Этот кубок стал двенадцатым в истории команды.
Соревнование прошло в период с 26 сентября 1973 по 29 июня 1974 года.

## Результаты матчей

### 1/4 финала
| Команда 1       | Итог | Команда 2     | 1-й матч | 2-й матч |
| --------------- | ---- | ------------- | -------- | -------- |
| Валенсия        | 0:2  | Лас-Пальмас   | 0:0      | 0:2      |
| Гранада         | 3:7  | Реал Мадрид   | 0:0      | 3:7      |
| Эспаньол        | 1:3  | Барселона     | 1:1      | 0:2      |
| Атлетико Мадрид | 3:2  | Реал Сарагоса | 2:0      | 1:2      |

### 1/2 финала
| Команда 1   | Итог | Команда 2       | 1-й матч | 2-й матч |
| ----------- | ---- | --------------- | -------- | -------- |
| Барселона   | 3:2  | Атлетико Мадрид | 1:1      | 2:1      |
| Реал Мадрид | 7:1  | Лас-Пальмас     | 5:0      | 2:1      |

### Финал
| 29 июня, 1974                                         | \| Реал Мадрид \| 4:0 \| Барселона \| \| Сантильяна 5′ · Рубиньян 46′ · Агилар 50′ · Пирри 83′ \| Голы \| \| | Висенте Кальдерон, Мадрид Зрителей: 48 000 |
| Реал Мадрид                                           | 4:0 | Барселона                                  |
| Сантильяна 5′ · Рубиньян 46′ · Агилар 50′ · Пирри 83′ | Голы |                                            |